# Jean-Luc Gautier
Jean-Luc Gautier est un footballeur et entraîneur français né le 23 novembre 1969 à Caudéran, évoluant au poste de milieu de terrain.

## Biographie
Formé chez les Girondins de Bordeaux, Jean-Luc Gautier rejoint La Roche-sur-Yon, en 1990, où il n'y reste qu'une saison. Après cinq saisons au Mans FC avec un passage par le stage estival de l'UNFP en 1995, il rejoint le FC Mulhouse puis l'US Créteil. Après la saison 1999-2000, Gernot Rohr annonce qu'il ne compte plus sur lui et que Créteil le laissera partir s'il reçoit une proposition intéressante. 
Après de rapides passages par le Gazélec Ajaccio et le Clermont Foot, il s'engage avec le Stade brestois. L'entraîneur Sylvain Matrisciano le choisit pour « son expérience, sa clairvoyance et ses valeurs ». Après l'exercice 2002-2003, beaucoup de changements sont effectués mais il reste dans l'équipe, devenant remplaçant. Il termine sa carrière après une dernière saison en Ligue 2, où il ne sort pas de son rôle de doublure.
En 2007, il entre à l'ES Blanquefort et devient entraîneur de l'équipe première en 2011. Il démissionne à la fin du mois de février 2013 du fait de « divergences d'opinions avec la direction du club sur la gestion de [son] groupe ». Il retrouve une équipe lors de l'été 2013, devenant entraîneur de l'US Lormont, en Division Honneur de la Ligue d'Aquitaine de football.

## Palmarès
- Champion de France de National en 2002 avec Clermont Foot